# Fiona Meadows
 (mai 2016).
Si vous disposez d'ouvrages ou d'articles de référence ou si vous connaissez des sites web de qualité traitant du thème abordé ici, merci de compléter l'article en donnant les références utiles à sa vérifiabilité et en les liant à la section « Notes et références ».
Fiona Meadows, née en 1967, est une architecte diplômée d’État, responsable de programmes et commissaire d'exposition à la Cité de l'architecture et du patrimoine. Elle est nommée en 2016 au grade de chevalier de l’ordre des Arts et des Lettres.

## Biographie
Responsable de programmes à la Cité de l’architecture et du patrimoine depuis 1999, elle enseigne à l’ENSA Paris La Villette depuis 1994, où elle est responsable de master. 
Elle a créé et dirigé des ateliers pédagogiques de l’Institut français d’architecture de 1999 à 2003 et fut à l’initiative de nombreuses actions pour les enfants : La Maison de mon doudou (la culture à l’hôpital), Cabanes, Construis ton aventure ! (programme nationale des Classes à PAC en architecture), Dis-moi nuage (programme européen dans les territoires touchés par Tchernobyl) et depuis 2003 Change ta classe qui se déroule en Afrique.
Elle est également à l’origine au sein de la Cité de l’architecture et du patrimoine du laboratoire pour l’Afrique qui repose essentiellement sur l'organisation d'ateliers et d'expositions (les cases Musgums, petites architectures au Cameroun), et s’articule autour d’un  atelier in situ, c’est-à-dire d’actions concrètes dans un contexte réel en Afrique. Elle participe également au projet Liaisons Urbaines avec Franck Houndegla et l'Institut français, sur l'expérimentation et la transformation de l'espace public.
Elle a initié le concours de micro-architecture Mini Maousse en 2003 (6e session en cours,) et encadré de nombreux workshops (ateliers collaboratifs) d’architecture internationaux depuis 1999 (Liban, Cameroun, Maroc, Tunisie, Bénin, Haïti, France).
Elle a été commissaire pour les expositions La Ville en Tatirama, Les Maisons du bonheur, La Villa de Mademoiselle B, Les cases Musgums, Cartons pleins !, Ma cantine en ville, Dans les branches : ma cabane habitée,.
Elle co-organise en octobre 2014 avec Michel Agier le colloque international Un paysage global de camp, qui ouvre le pas à un cycle de réflexion sur le thème du campement qui donnera lieu à une exposition sur le thème en 2016 à la Cité de l’architecture et du patrimoine. Assistée de Sara Bouleis, elle réunit pour l'occasion un conseil scientifique composé de Michel Agier, Marc Bernardot, Saskia Cousin, Clara Lecadet, Arnaud Le Marchand et Michel Lussault.

### La «petite architecture»
Fiona Meadows est à l'origine du programme  « petite architecture, ». Ce terme ne désigne pas la taille d’un bâtiment comme on pourrait le croire, mais exprime une manière d’être. Dans un monde où l’homme a dilapidé les ressources naturelles et où de nombreux habitants vivent dans l’extrême pauvreté, il s’agit de substituer la logique du maximum (toujours plus) par une logique du minimum : se réapproprier des micro-échelles abandonnées par l’architecture, faire l’économie de matière, de dépenses, écouter ceux qui sont oubliés, apprendre d’eux… 
La « petite architecture » désigne tout ce qui, dans la construction, démontre que l’on peut faire mieux avec moins.
Avec des actions telles que Change ta classe ou le concours Mini Maousse elle inscrit ce programme dans une recherche de valorisation des savoir-faire, de l’artisanat local et des ressources traditionnelles, tout comme la volonté d’investir le quotidien et l’ambition d’apporter la qualité dans les formes d’architecture les plus modestes,. Avec le concours Mini Maousse, Fiona Meadows invite les étudiants en architecture, en design, en art ou en ingénierie,  à s’engager dans un processus de  recherche-action sur les grands enjeux de notre monde contemporain : habitat d'urgence, fracture numérique et scolaire, ou encore réchauffement climatique.

### Vie associative
Elle est membre fondateur du groupe archi media (1992-2003), membre du conseil d’administration de Patrimoine sans frontières (2001-2009) association avec laquelle est a participé au projet dis-moi nuage, membre fondateur de l’organisation des architectes alternatifs Organisation des architectes alternatifs (2005) (AoA) et membre du conseil d’administration de Plaine commune habitat (2014).
Elle est également très investie dans la ville de Saint-Denis. Elle a été chargée par la direction des services culture et commerce de la Ville d’organiser plusieurs éditions de l’opération Enfin mai !, foire d'art contemporain, avec notamment, l'artiste Nicolas Cesbron. Elle est également membre actif du collectif des bonnets d'âne.

## Publications
- Habiter le temporaire, Alternatives/Cité de l'architecture & du patrimoine, 2017 (252p)
- Habiter le campement, collection l'Impensé, Actes sud, 2016 (352p)
- Nicolas Cesbron. Haut Bois d'amour, Coédition Cité/Silvana Editoriale, 2014, 126p
- Voyage au cœur de la cuisine de rue : Ma cantine en ville, Éditions Alternatives, 2013 (252p)
- Archi petit : Petit mais grand, alternatif, 2010
- Dis-moi, nuage : Édition trilingue français-anglais-russe (2 DVD) de Béatrice de Durfort, Fiona Meadows, Collectif et Hélène Assoun, 2008